# Arhitrav
Arhitrav ali epistil (grško: epistylion) je gredni nosilec, ki leži nad vrsto kapitelov oziroma stebrov ali nad zidno odprtino. Je najnižji del ogredja (trabeacije), ki ga sestavljajo arhitrav, friz in venec. Beseda izvira iz latinske in grške besede »arhe« (ἀρχι) in »trabs«, ki skupaj pomenita glavni nosilec. Z arhitravom je bila uvedena možnost izvedbe vratnih in okenskih odprtin, še posebej pomemben pa je bil pri kolonadah.
Arhitrav se pojavi že pri Egipčanih, na Bližnjem vzhodu in v predgrški arhitekturi, pa tudi kot podpora ali okrasni element v vseh antičnih arhitekturnih slogih.

## Slogi
V starih hipostilnih dvoranah je bil arhitrav preprosta kamnita klada, položena prek stebrov, pogosto okrašena z napisi. V antiki je bil zasnovan kot masiven raven element za premoščanje razpetine med dvema stebroma ali podporama.
V grški arhitekturi so glede na stebrni slog uporabljali različen arhitrav. V arhaičnem obdobju je bil še kamnita klada, v klasičnem pa je bil sestavljen iz treh plošč. V dorskem in kompozitnem stebrnem redu ima dve lici ali fasadi. Oblikovan je kot preprosta kamnita klada, ki navzgor preide v oblikovan profil, na zgornjem robu pa v členjen friz. V jonskem in korintskem stebrnem redu je členjen v dva ali celo tri vodoravne pasove, ki se proti vrhu rahlo previsno prekrivajo. 
Rimska arhitektura je delno spremenila grški arhitrav, v obdobju renesanse in klasicizma pa so arhitrav posnemali in preoblikovali predvsem v smislu površinske obdelave. 
Romanski in gotski arhitrav je bil prostor za ikonografske elemente. Srednjeveški portal je simbol človekovega prehoda v onstranstvo. Čelno ploskev arhitrava običajno prekriva bogat relief. 
V baroku arhitrav nekako zaplapola, kar je lepo vidno na vhodu cerkve San Carlo alle quattro fontane v Rimu, ki je bila zgrajena po načrtu arhitekta Borrominija med letoma 1634 in 1682. Arhitrav je bogato profiliran iz dveh konkavnih in srednjega konveksnega dela in leži na štirih stebrih.